# Bohuslav
Bohuslav (tiếng Ukraina: Богуслав) là một thành phố của Ukraina. Thành phố này thuộc tỉnh Kiev. Thành phố này có diện tích ? km2, dân số theo điều tra dân số năm 2001 là 17135 người.